# Giraffes? Giraffes!
Giraffes? Giraffes! (spesso abbreviati con G? G!) sono un gruppo math rock strumentale fondato nel 2001 nel Massachusetts. Il gruppo consta di due soli componenti: il chitarrista/batterista Kenneth Topham ed il chitarrista Joseph Andreoli.

## Formazione
- Kenneth Topham - chitarra, batteria
- Joseph Andreoli - chitarra

## Discografia

### Album in studio
- 2007 - More Skin With Milk-Mouth (Loves in Heat Records)
- 2011 - Pink Magick
- 2013 - 10"
- 2018 - Memory Lame

### Raccolte
- 2005 - SUPERBASS!!!! (Black Death Greatest Hits Vol. 1) (Aunt Hannah Records)

### Album dal vivo
- 2010 - Live in Toronto

### EP
- 2013 - Giraffes? Giraffes!/Goddard (Boiler Room Recordings, split con i Goddard)